# جائزة أستراليا الكبرى 1968
جائزة أستراليا الكبرى 1968 هو سباق فورمولا 1 أقيم بتاريخ 20 فبراير 1968 في ملبورن، فيكتوريا. حلّ البريطاني جيم كلارك أولا.